# Nümbrecht
Der heilklimatische Kurort Nümbrecht ist eine Gemeinde im Oberbergischen Kreis im Süden Nordrhein-Westfalens.

## Geographie

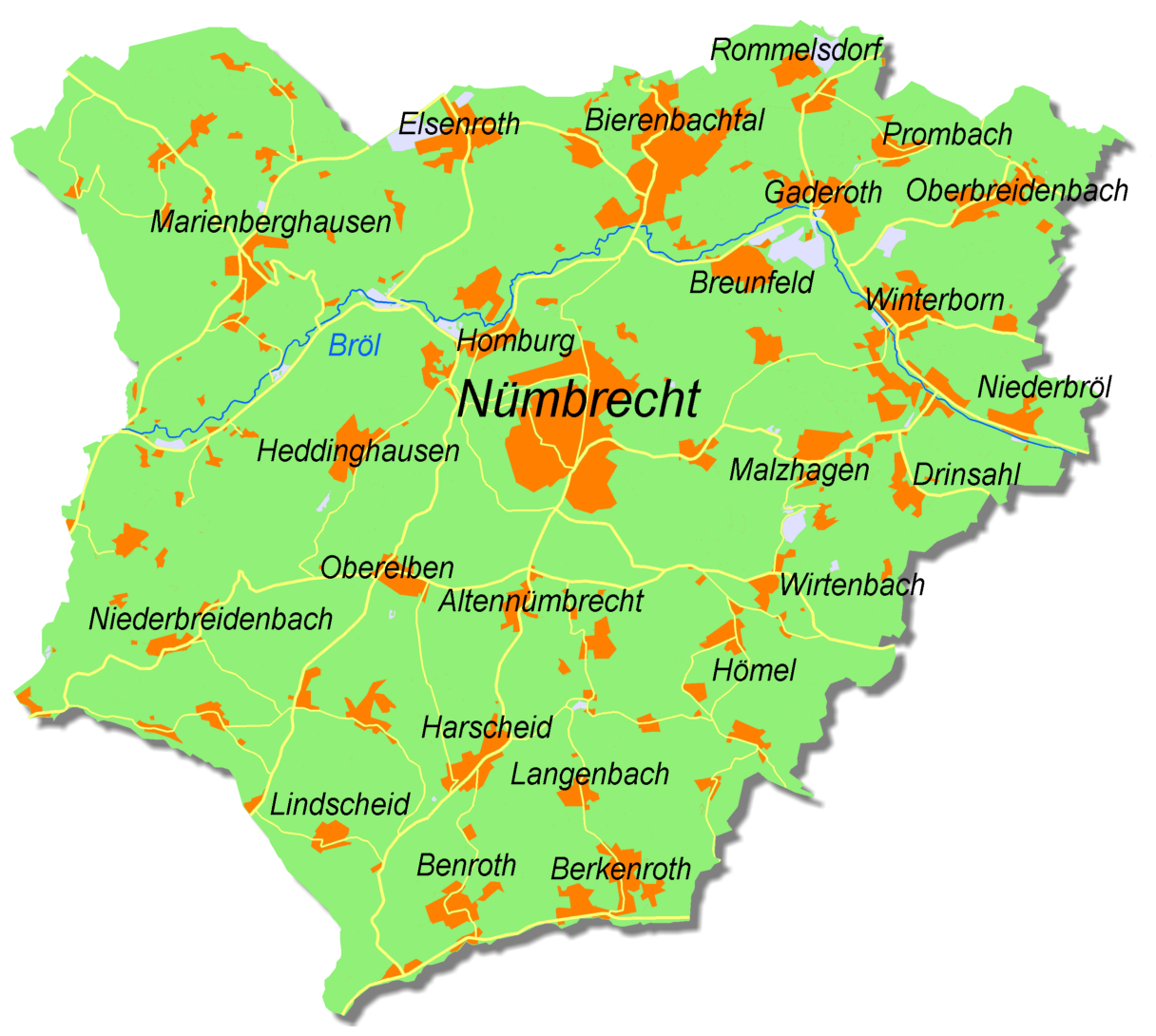
Karte des Gemeindegebietes

### Allgemeines
Das Gemeindegebiet von Nümbrecht liegt im Süden des Bergischen Landes, im Übergangsbereich der Bergischen Hochflächen und dem Oberagger- und Wiehlbergland. Die Landschaft ist geprägt von sanften Hügeln, Wäldern, Wiesen und landwirtschaftlichen Flächen. Rund 30 % der Gemeindefläche sind bewaldet. Größere Gewässer finden sich nicht in Nümbrecht. Die Bröl ist der größte Fluss auf dem Gemeindegebiet.
Die oberbergische Kreisstadt Gummersbach liegt in nordöstlicher Richtung rund 13 Kilometer entfernt. Die nächstgelegenen Großstädte sind Bergisch Gladbach (30 km, NW), Siegen (35 km, SO), Bonn (36 km, SW), Remscheid (38 km, N), Köln (40 km, NW), Leverkusen (40 km, NW), Solingen (45 km, NW) und Wuppertal (48 km, N).
Das Gemeindegebiet erstreckt sich auf einer Fläche von 71,78 Quadratkilometern. Die größte Ost-West-Ausdehnung beträgt 12,5 Kilometer, in Nord-Süd-Richtung sind es 10 Kilometer. Die höchste Erhebung der Gemeinde befindet sich mit 352 m ü. NN im Ortsteil Wirtenbach.

### Nachbargemeinden
| Engelskirchen | Wiehl   | Reichshof    |
| Much          |         | Friesenhagen |
| Ruppichteroth | Windeck | Waldbröl     |

### Gemeindegliederung

Lageplan der Ortschaften

Neben der Kerngemeinde gibt es 91 Ortsteile. In alphabetischer Sortierung sind das: Abbenroth – Ahebruch – Ahlbusch – Alsbach – Altennümbrecht – Auf der Hardt – Bierenbachtal – Benroth – Berkenroth – Birkenbach – Breitewiese – Breunfeld – Brünglinghausen – Bruch – Büschhof – Buch – Distelkamp – Drinsahl – Elsenroth – Erlinghausen – Friedenthal – Gaderoth – Grünthal – Grunewald – Göpringhausen – Gerhardsiefen – Grötzenberg – Geringhausen – Geringhauser Mühle – Guxmühlen – Haan – Hammermühle – Hardt – Harscheid – Hasenberg – Heide – Heddinghausen – Heisterstock – Hillenbach – Hochstraßen – Höferhof – Hömel – Homburg-Bröl – Homburger Papiermühle – Huppichteroth – Kleinhöhe – Krahm – Kurtenbach – Langenbach – Linde – Lindscheid – Lindscheider Mühle – Loch – Löhe – Malzhagen – Marienberghausen – Mildsiefen – Mühlenthal – Nallingen – Neuenberg – Neuroth – Niederbröl – Niederbreidenbach – Niederelben – Niederstaffelbach – Nöchel – Oberbierenbach – Oberbech – Oberstaffelbach – Oberbreidenbach – Ödinghausen – Oberelben – Prombach – Riechenbach – Rommelsdorf – Röttgen – Rose – Stockheim – Schönhausen – Schönthal – Spreitgen – Stranzenbach – Straße – Überdorf – Unter der Hardt – Vorholz – Winterborn – Windhausen – Wirtenbach – Wolfscharre

## Geschichte

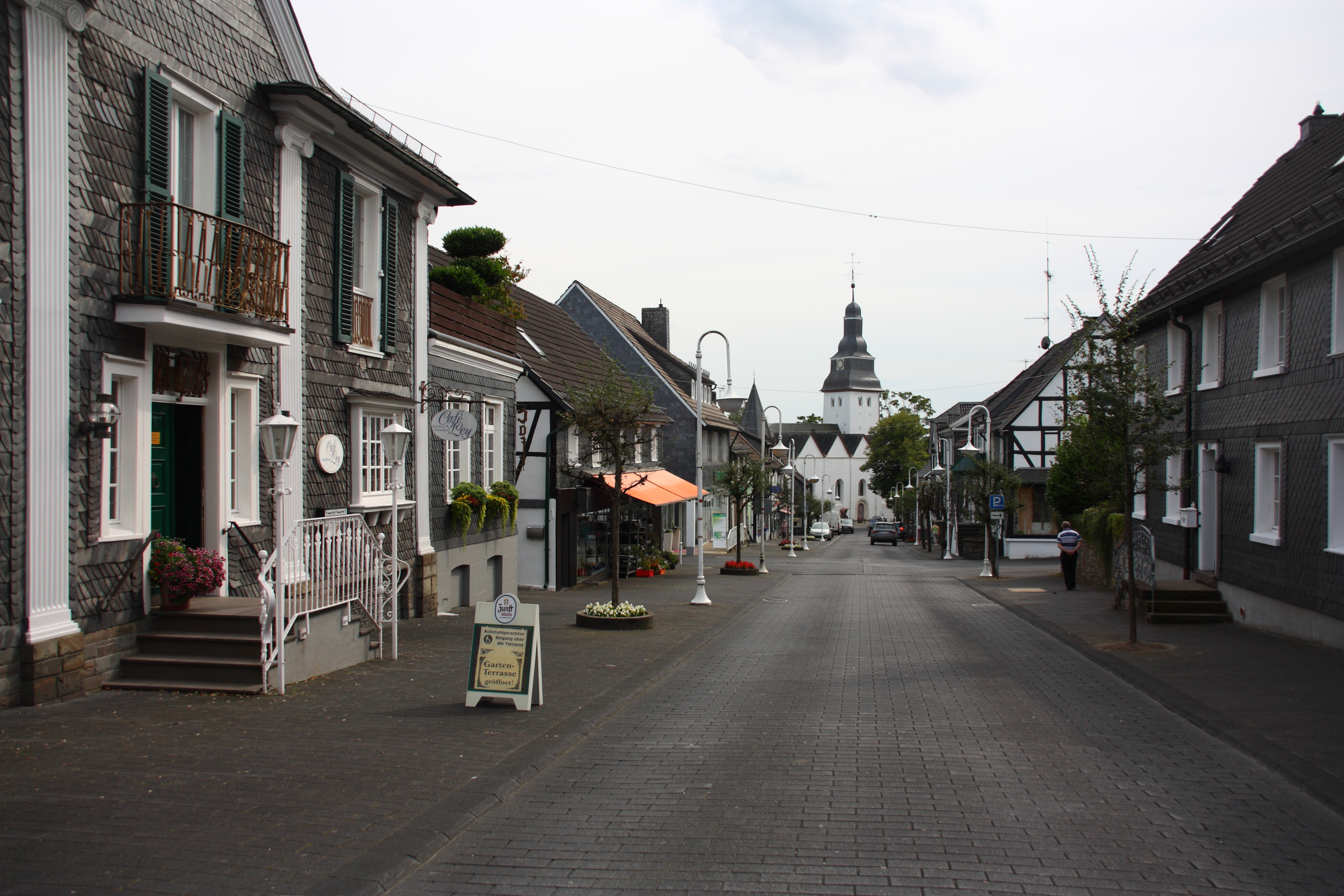
Hauptstraße

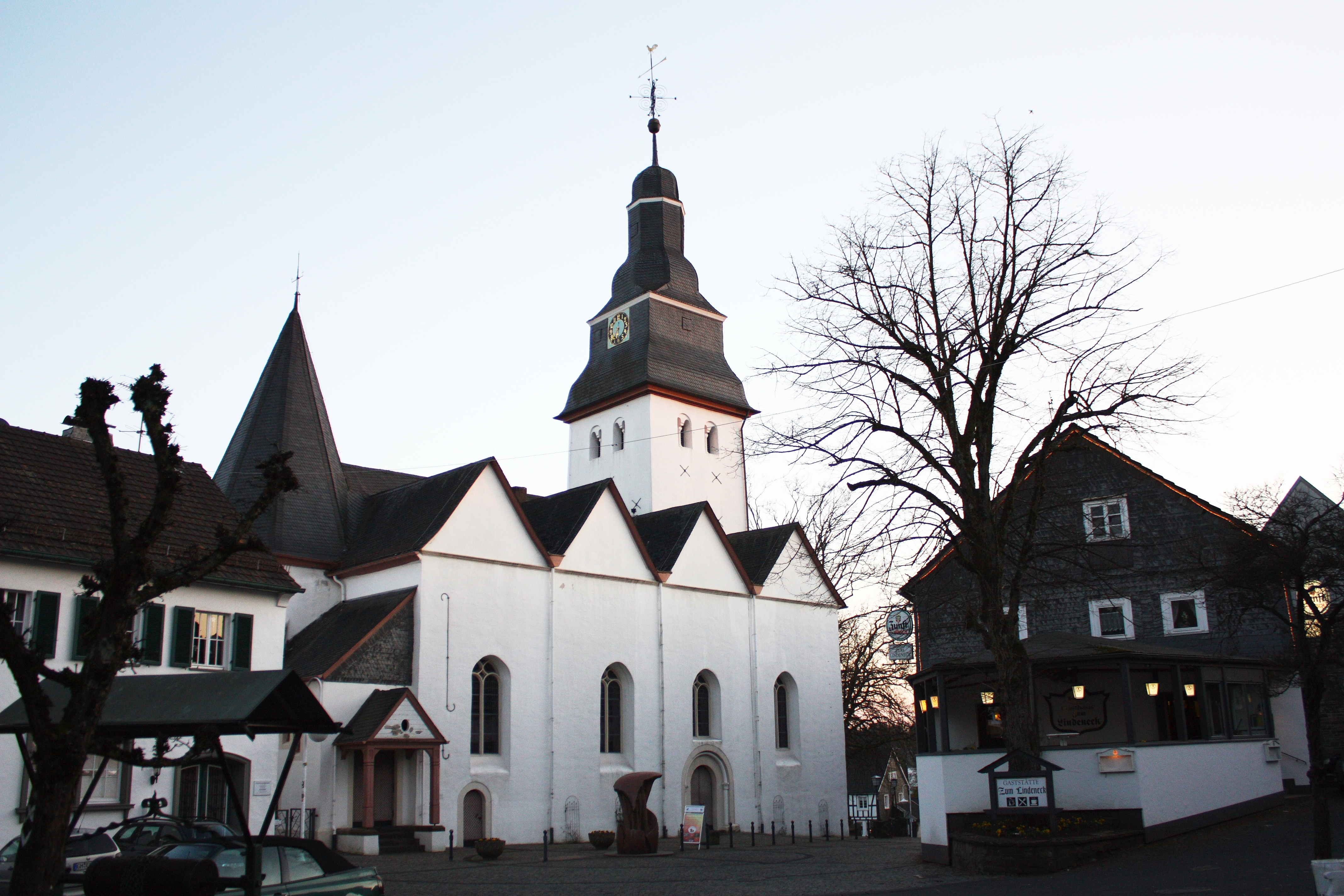
Evangelische Kirche Nümbrecht

1131 wurde Nümbrecht erstmals in der päpstlichen Besitzbestätigung für das Cassius-Stift in Bonn urkundlich erwähnt (unter dem Namen „Nuenbret“); war aber vermutlich bereits im 8. Jahrhundert eine Siedlung. Der Bau der (heute evangelischen) Kirche wurde vermutlich 955 begonnen. 1268–1276 begründete Gottfried I. von Sayn die Burg Homburg; die Reichsherrschaft Homburg (Nümbrecht, Wiehl und Marienberghausen, bis 1604 zudem Waldbröl und Morsbach) war eines der vielen Kleinterritorien des Reiches. Das „Homburger Ländchen“ genoss bis 1743 unter der Eigendynastie des Hauses Sayn-Wittgenstein eine relative Selbständigkeit und ist seit der zweiten Hälfte des 16. Jahrhunderts reformiert geprägt. Der heute noch im Bereich verbreitete Familienname „Seinsche“ erinnert an die Zeit, als man „saynisch“ war. Seit 1743 der Herrschaft Sayn-Wittgenstein-Berleburg zugeschlagen, wurde das Homburger Ländchen 1806 in den Rheinbund integriert und Teil des französischen Satellitenstaats Großherzogtum Berg. Dort wurde bei der Einführung von Verwaltungsstrukturen nach französischem Vorbild im Kanton Homburg des Arrondissements Siegen im Département Sieg auch die Mairie (Bürgermeistereie) Nümbrecht eingerichtet. Nachdem das Gebiet 1814 an Preußen gefallen war, wurde aus der Mairie Nümbrecht die preußische Bürgermeisterei Nümbrecht. Diese kam 1816 zum Kreis Homburg, gehörte ab 1825 zum Kreis Gummersbach und bestand nur aus der Landgemeinde Nümbrecht.
Im 19. Jahrhundert war Nümbrecht Zentrum der Oberbergischen Erweckungsbewegung, die wesentlich vom evangelischen Pfarrer Jakob Gerhard Engels (in Nümbrecht von 1851 bis zu seinem Tod 1897) bestimmt war. An ihn erinnern die Jakob-Engels-Straße und das von der evangelischen Kirchengemeinde gegründete „Engelsstift“.
Von 1915 bis 1957 bediente die Kleinbahn Bielstein–Waldbröl ihre Station Nümbrecht in Homburg-Bröl.
Zum Gedenken an die jüdische Gemeinde steht auf dem heutigen Dorfplatz ein Mahnmal in der Nähe der 1938 zerstörten Synagoge. Die Meta-Herz-Straße erinnert an eine jüdische Bürgerin Nümbrechts, die den Nationalsozialisten zum Opfer fiel; ebenso gibt es einige Stolpersteine.
Nümbrecht wurde ein Luftkurort und ein heilklimatischer Kurort und ist ein Ziel und Ausgangspunkt für sanften Tourismus. 1974 fand hier die Landesgartenschau statt. 1995 wurde die Rhein-Sieg-Klinik mit den Spezialisierungen Neurologie und Orthopädie eröffnet.
Nach dem Fall des Eisernen Vorhangs 1989 fanden viele Aussiedler eine neue Heimat in Nümbrecht.

### Eingemeindungen
Am 1. Juli 1969 wurde Nümbrecht mit Marienberghausen zu einer Gemeinde zusammengeschlossen, die den Namen Homburg erhielt (Gesetz zur Neugliederung des Oberbergischen Kreises). Auf Antrag der Gemeinde wurde der Name in Nümbrecht geändert.

### Religionen
Es gibt vier Gemeinden:

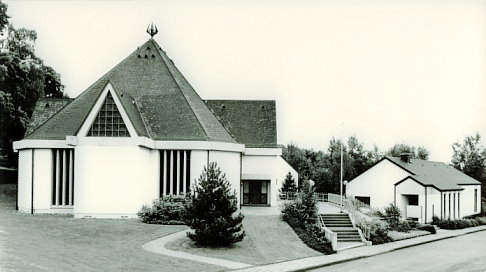
Katholische Kirche Nümbrecht

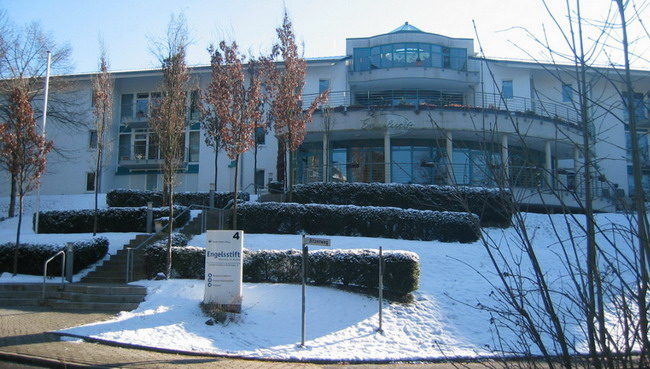
Engelsstift

- Evangelische Kirchengemeinde Nümbrecht
- Katholische Filialgemeinde Hl. Geist
- Mennoniten-Brüdergemeinde e. V. (Evangelische Freikirche)
- Christliche Gemeinde Hammermühle e. V. (Freikirche)

Einrichtungen in christlicher Trägerschaft sind:
- Altenpflegeheim Engelsstift der Theodor Fliedner Stiftung
- Blindenheim – Ernst-Christoffel-Haus
- Diakoniestation Nümbrecht der ev. Kirchengemeinde Nümbrecht

Eine jüdische Gemeinde existierte bis zum Holocaust. Eine 1828 in Nümbrecht errichtete Synagoge war geistliches Zentrum für die Juden in den Kreisen Gummersbach, Waldbröl und Wipperfürth sowie der Gemeinde Ruppichteroth.

## Politik

### Gemeinderat
Die Kommunalwahl vom 13. September 2020 führte bei einer Wahlbeteiligung von 52,3 % (+3) zu folgendem Ergebnis:
| Partei/Liste   | Stimmenanteil | ±      | Sitze | ±  |
| -------------- | ------------- | ------ | ----- | -- |
| CDU            | 45,18 %       | +2,88  | 17    | +3 |
| SPD            | 12,82 %       | −17,48 | 5     | −5 |
| Grüne          | 17,76 %       | +5,56  | 6     | +2 |
| WGHL1          | 6,69 %        | −3,01  | 2     | −1 |
| FDP            | 4,89 %        | −0,61  | 2     | –  |
| Linke          | 3,14 %        | +3,14  | 1     | +1 |
| GUD Nümbrecht2 | 9,53 %        | +9,52  | 3     | +3 |

1WGHL: Wählergemeinschaft Homburger Ländchen
2GUD: Gemeinschaft unabhängiger Demokraten

### Bürgermeister
Der Diplom-Verwaltungswirt Hilko Redenius (* 1961, CDU) ist seit 2009 der Bürgermeister von Nümbrecht. Redenius war zu diesem Zeitpunkt der erste Bürgermeister in Nordrhein-Westfalen, der durch ein so genanntes Jamaika-Bündnis (CDU, Grüne, FDP) ins Amt gehoben wurde. Er konnte sich mit 38,7 Prozent der Wählerstimmen gegen seinen Kontrahenten Fabian Scheske von der SPD (38,2 Prozent) durchsetzen. Im September 2020 wurde er mit 74,41 % der Stimmen wiedergewählt.

### Wappen
Das Wappen zeigt die beiden weißen Türme mit Zinnen als Symbol des Schlosses auf rotem Grund. Während der linke Turm höher ist, wird über dem rechten als Zeichen der Verbundenheit der Gemeinde Nümbrecht mit dem Fürstenhaus Sayn-Wittgenstein das Schildlein mit vier Feldern, die jeweils zweimal den Homburger Löwen und schwarze Balken auf silbernem Grund dargestellt. In der Mitte ist unter einem Giebel ein silbernes Tor mit Fallgatter zu sehen.
Der Originaltext zum Wappen ist überliefert: „Die Gemeinde Nümbrecht führt in ihrem Wappen das Symbol des Schlosses und der Herrschaft Homburg, welches Graf Ludwig von Sayn-Wittgenstein, der Vertreter der jüngeren Linie des Hauses Sayn, im Siegburger Vergleich 1604, nachdem der letzte Graf von Sayn, Heinrich IV., auf seinen Anteil an der Herrschaft Homburg verzichtet hatte, aus dem Saynschen Wappen in das seine aufnahm“.
Anlässlich der Gebietsreform in den 1960er Jahren verfügte der Kölner Regierungspräsident am 6. August 1970, dass die jetzige Gemeinde Nümbrecht das historische Wappen weiter führen dürfe.

### Gemeindepartnerschaften
- Gouvieux in Frankreich, seit 1960
- Mateh Jehuda in Israel, seit 8. November 2008

## Kultur und Sehenswürdigkeiten

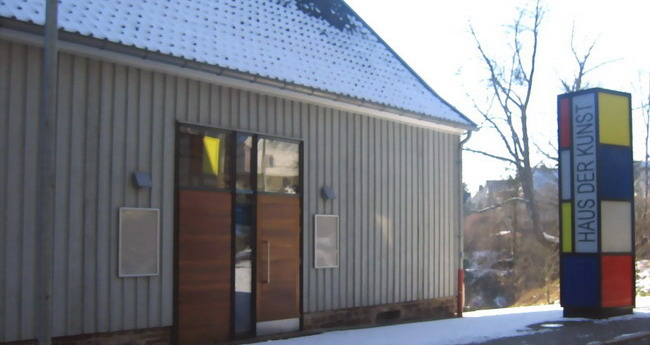
Haus der Kunst

Dieser Artikel oder Abschnitt ist übermäßig bebildert. Hilf mit, die Illustrationen auf ein angemessenes Niveau an repräsentativen Bildern zu reduzieren und sie gleichmäßiger im Artikel zu verteilen. Verschiebe die restlichen Abbildungen in eine Galerie bzw. Kategorie auf Wikimedia Commons, die du am Ende dieses Artikels verlinkst.

### Moderne Kunstwerke
Seit 1983 besteht der Nümbrechter Kunstverein. Diverse Ausstellungen finden im Haus der Kunst in Nümbrecht statt. Die Skulpturen sind ein Geschenk des Kunstvereins von Nümbrecht an die Gemeinde Nümbrecht zur Verschönerung des Kurortes.

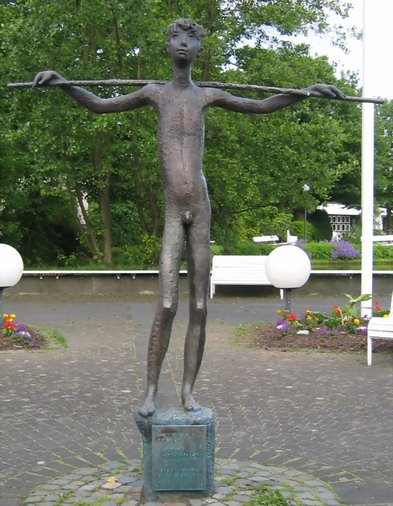
Helmut
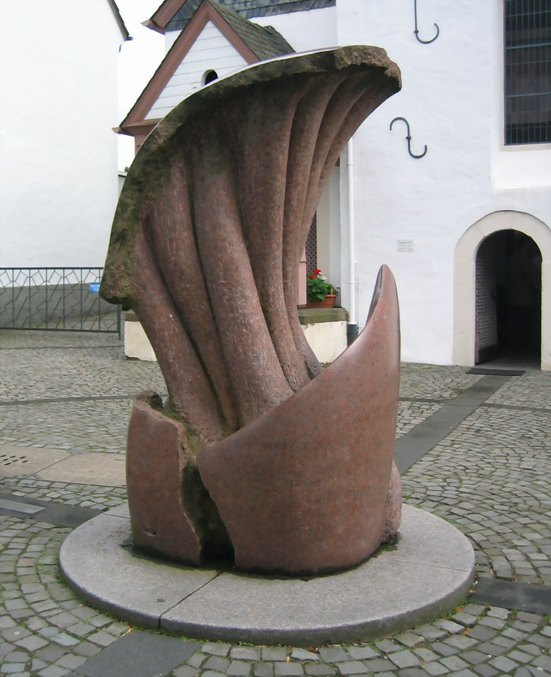
Die Vergänglichkeit
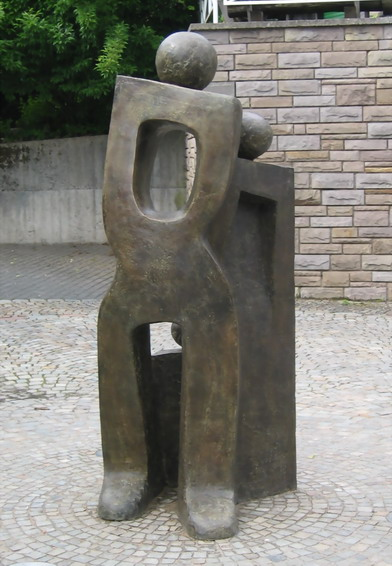
Ein Traum
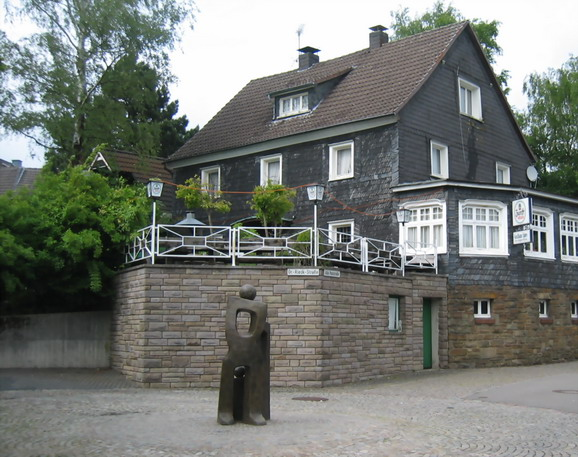
Ein Traum
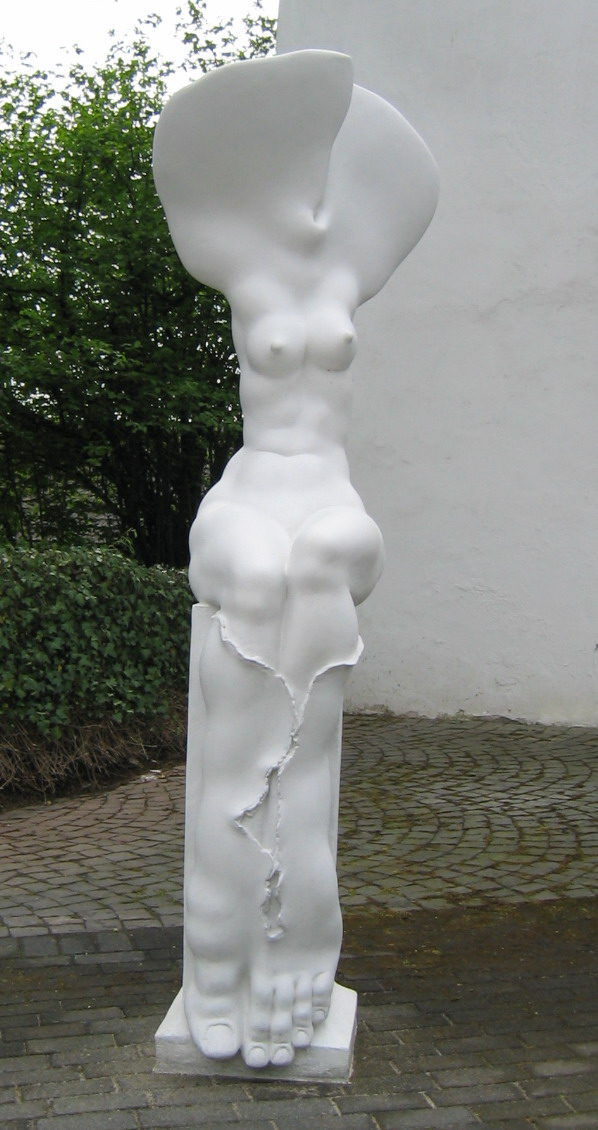
Natur – Ginkgo-Blatt mit Frauenkörper
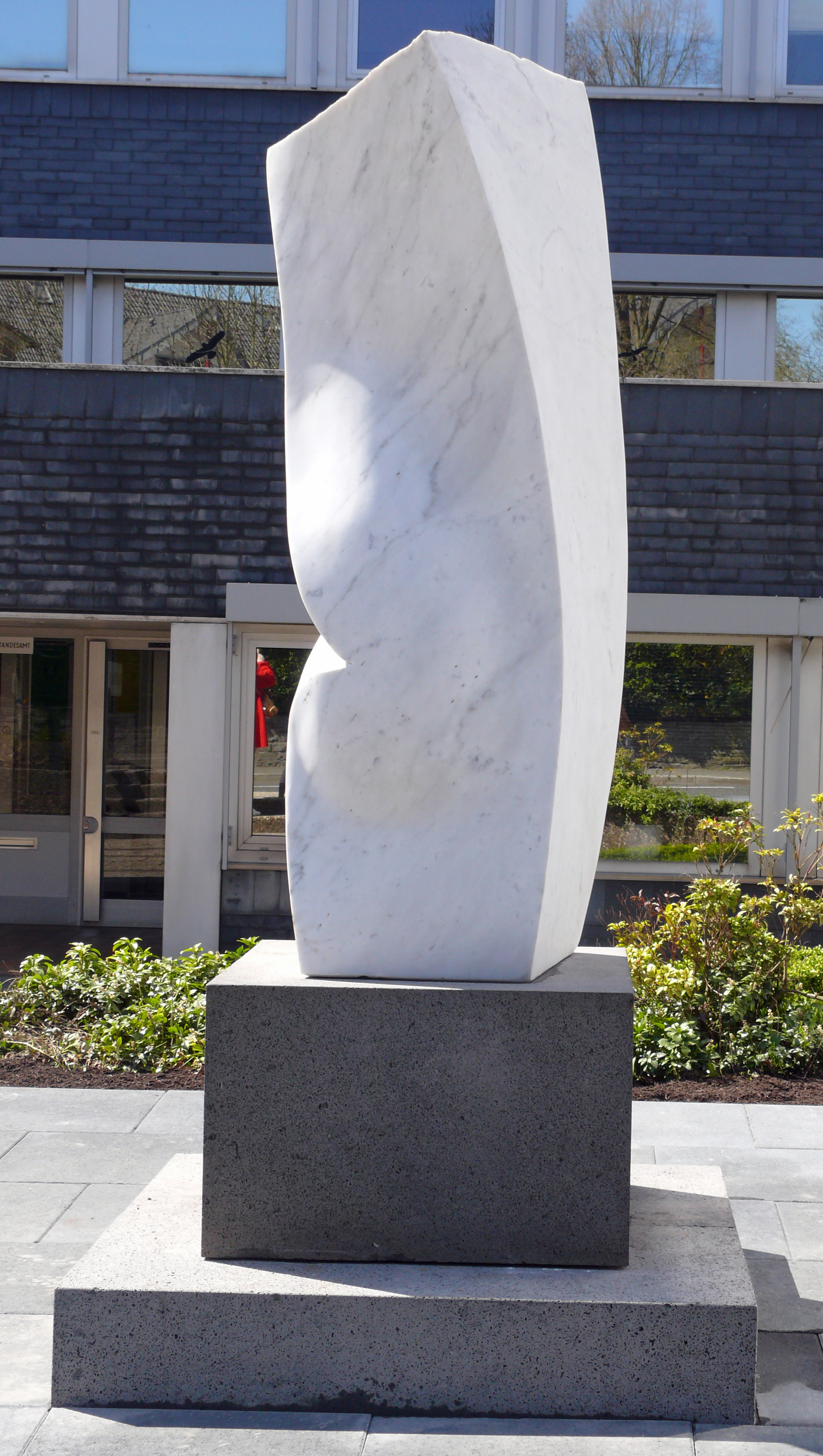
Kraft II
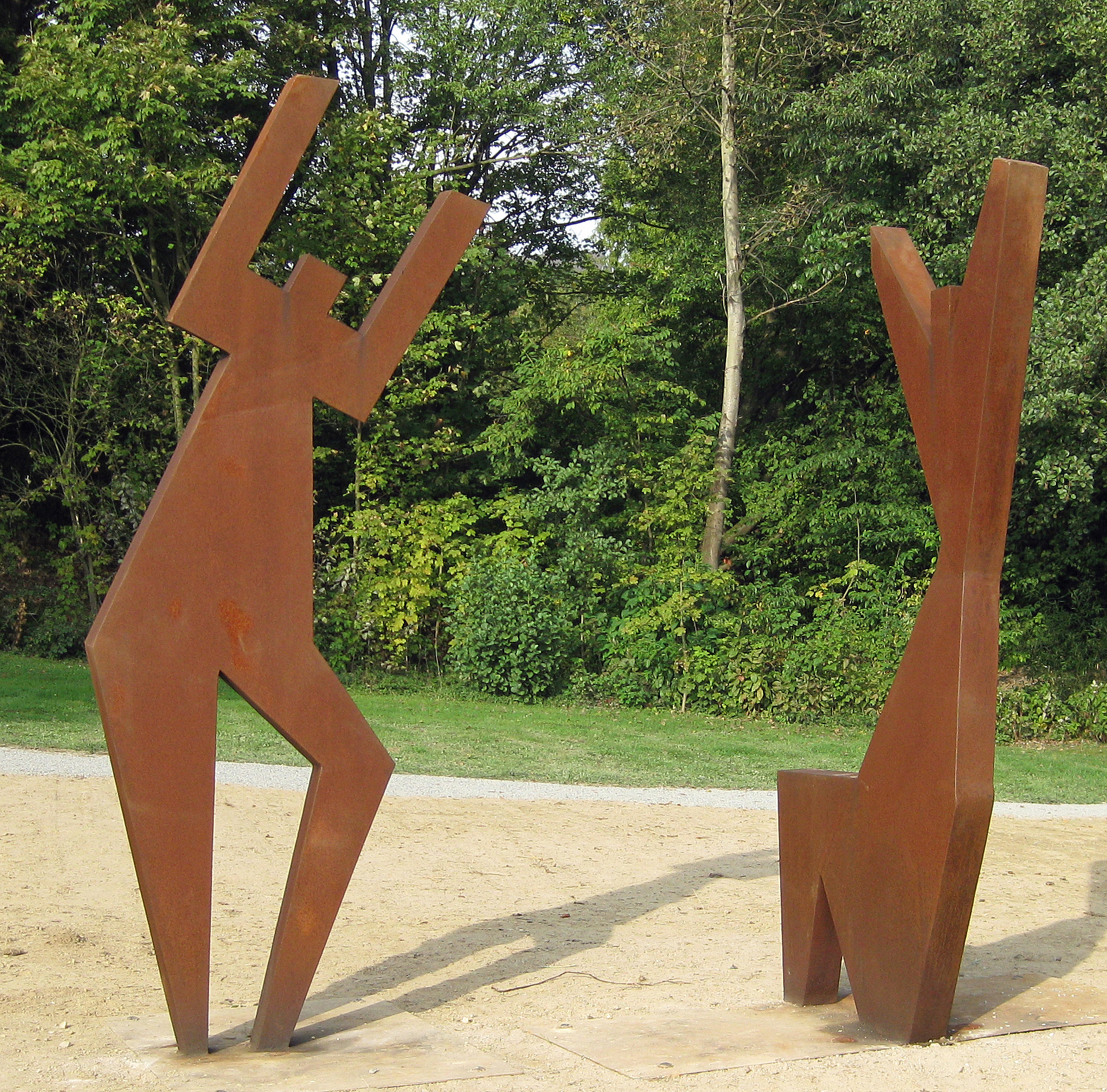
Freude
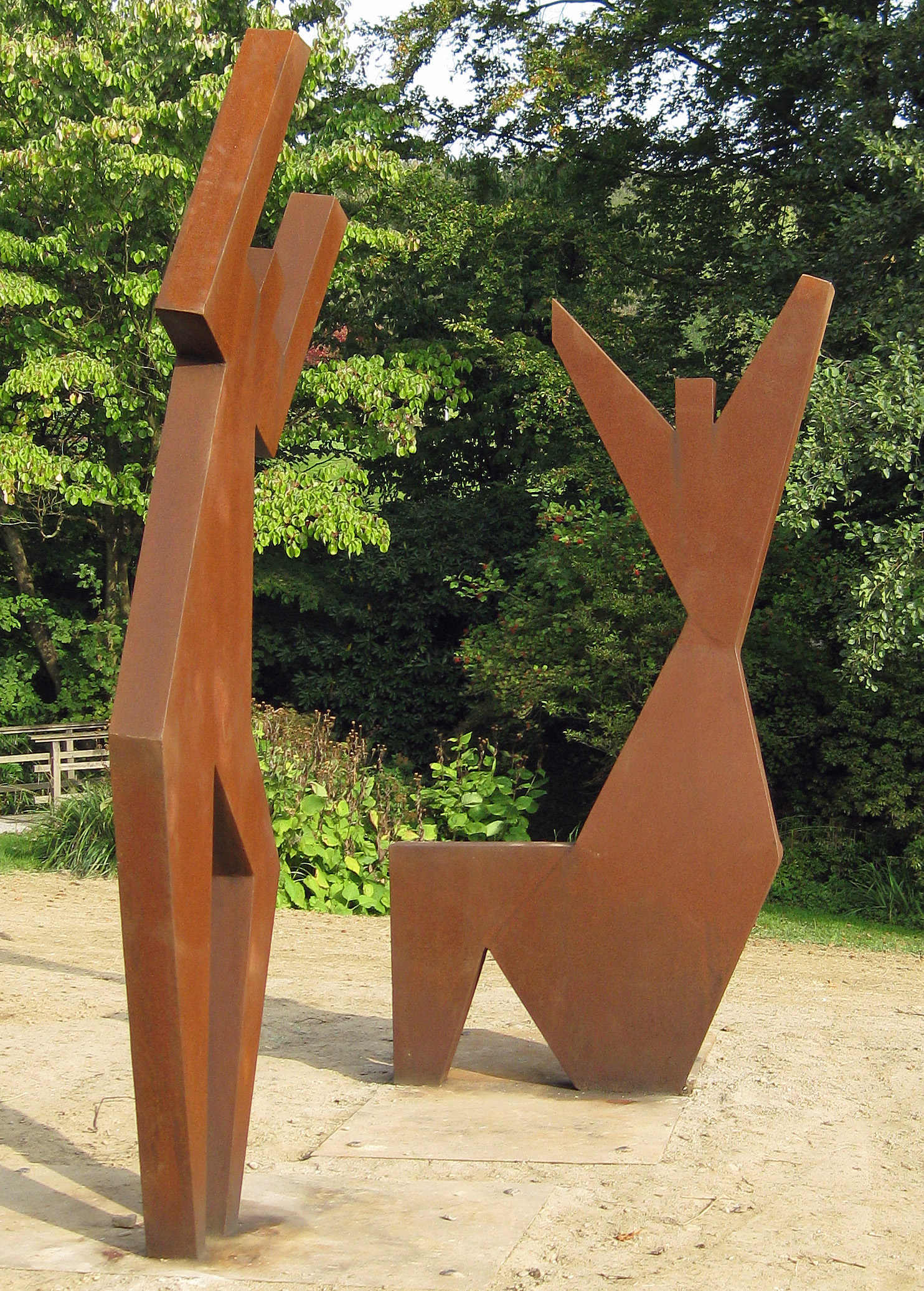
Freude

- 1983 Der Knabe mit Stecken genannt Helmut. Diese Skulptur wurde von Paschke aus Düsseldorf geschaffen. Sie steht auf dem Weiherplatz.
- 1996 Die Skulptur Die Vergänglichkeit steht seit 1996 auf dem Kirchplatz der Ev. Kirche. Sie wurde von dem Mülheimer Bildhauer Georg Weber (1951–2014) erstellt.
- 2003 Der Eckstein, Altarkreuz in der Ev. Kirche. Stein, Bronze, Blattgold von Kabukii Kaa (Kassiel Kaehler), Berlin [gestiftet von Gliedern der Ev. Kirchengemeinde]
- 2005 Ein Traum Das Kunstwerk der Bildhauerin Rosa Gilissen-Vanmarcke wurde am Samstag, dem 4. Juni 2005 eingeweiht. Die Skulptur steht auf dem kleinen Platz in der Alten Poststraße.
- 13. Mai. 2006 Skulptur Natur – Erinnerungen an einen Baum von dem Bildhauer Michael Schwarze in der Marktstraße vor dem geschichtsträchtigen 1746 erbauten Haus Mehlau des Haushofmeisters Johann Georg Milchsack in Nümbrecht.
- 19. April. 2008 Kraft II Diese Skulptur wurde von dem Künstler Peter Rübsam geschaffen, sie steht vor dem neugestalteten Rathausplatz.
- 26. September 2009 Freude von Rosa Gilissen-Vanmarcke. Diese Skulptur ist eine Leihgabe an die Gemeinde Nümbrecht. Sie steht im Kurpark von Nümbrecht unterhalb des Säulenbrunnens.

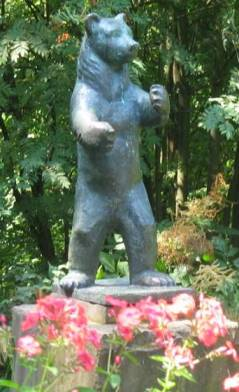
Der Berliner Bär auf dem Berliner Platz ist ein Geschenk des Senats von Berlin. Er wurde kurz vor der Landesgartenschau 1974 im Kurpark aufgestellt.

### Bauwerke
- Schloss Homburg

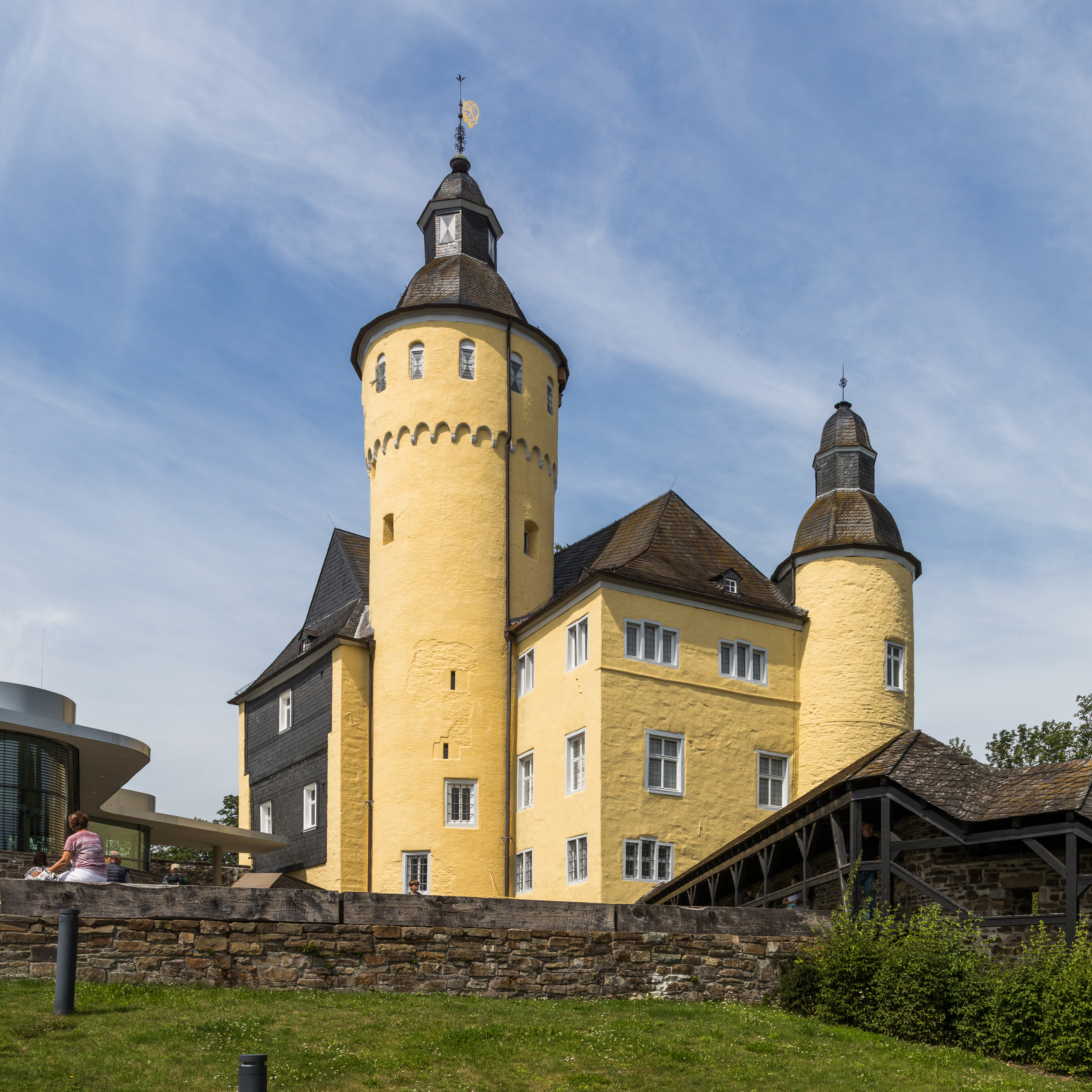
Schloss Homburg

- Die 1000-jährige Kirche in Nümbrecht ist baugeschichtlich einer der interessantesten Sakralbauten des Oberbergischen Kreises: Wuchtiger romanischer Turm, schwere mittelalterliche Pfeiler und Gurtbögen im Innenraum, zartgegliederter gotischer Chor, flache Gewölbe aus dem Ende des 17. Jahrhunderts, barocke Turmhaube und bemerkenswerte, ebenfalls barocke Prinzipalstücke.
- Der über 150 Jahre alte „Waisensaal“ am heutigen Dorfplatz wurde 1856 als Ergänzung des bereits 1850 an der Hauptstraße neben dem historischen Pfarrhaus gegründeten Waisenhauses der ev. Kirchengemeinde gebaut. Er diente als Versammlungsraum der Waisenhausfamilie und wurde auch nach der Auflösung des Waisenhauses 1909 weiter für Presbyteriumssitzungen und Konfirmandenunterricht genutzt. Er beherbergte seit 1987 die Teestube des örtlichen CVJMs und seit 2002 die Diakoniestation der ev. Kirchengemeinde.
- Die Bunte Kerke (Kirche mit mittelalterlichen Wandgemälden) in Marienberghausen. Durch wiederholte Umbauten unterscheidet sich das Gotteshaus deutlich von anderen mittelalterlichen Wehrkirchen. Von der ursprünglichen Kirche ist nur noch der Westturm aus dem 12. Jahrhundert vorhanden. Der spätgotische Bildbestand im Inneren ist jedoch erhalten geblieben. Die bekannten Themen der Wandgemälde kamen 1910 bei einem Orgelumbau wieder zum Vorschein, nachdem sie in der Reformationszeit alle übertüncht worden waren. Die Kirche ist eine der wenigen im Rheinland, die einen unverfälschten Bestand an spätgotischer Malerei aufweist.
- Die Katholische Kirche Heilig Geist erbaut im Jahr 1975 vom Architekten Hans Joachim Lohmeyer, beherbergt das Altarkreuz von Wolfgang Göddertz, und seit 1994 eine Madonna von Hanne Wagenknecht.
- Holsteins Mühle und die Lindscheider Mühle
- Der Säulenbrunnen im Kurpark von Nümbrecht, ist ein Werk des Bildhauers Michael Schwarze. Entstanden anlässlich der Landesgartenschau in Nümbrecht 1974. Die Figuren des Brunnens symbolisieren den uralten Willen des Menschen, sich von Zwängen des Lebens zu befreien. Die weiblichen Figuren: Symbol der Schönheit und Fruchtbarkeit. Die Fäuste: Ausdruck der Gewalt und der Durchsetzungsfähigkeit. Die Hand: Zeichen des Begreifens und Schaffens. Das männliche Bein: Zeichen des Fortschritts und der Eroberung.
- Besonders im Ort Bruch nordöstlich von Nümbrecht stehen gut erhaltene Fachwerkhäuser, die aus dem 18. und 19. Jahrhundert stammen.
- Das „Ökologisches Dorf der Zukunft“, Benroth. Das „Ökodorf“ Benroth liegt etwa 5 km von Nümbrecht entfernt. Die ökologische Umgestaltung durch kleine und größere Maßnahmen (zum Beispiel Feuchtbiotop, Trockenmauern, Hecken, Entsiedlungen) lässt sich im Erscheinungsbild des Dorfes ablesen. Der etwa einstündige Weg („Ökomeile“) durch das Dorf ermöglicht einen interessanten Einblick in das Projekt. Auch heute noch engagieren sich viele ehrenamtliche Mitglieder des Gemeinnützigen Vereins Benroth e. V. um dem Titel „Ökologisches Dorf der Zukunft“ gerecht zu werden.
- Amiger Stollen: Der Eisenerz-Stollen ist etwa 200 bis 300 Jahre alt. Der Stollen liegt unterhalb der Alfred-Lang-Schutzhütte und des Aussichtsturms im Waldgebiet „In der Goldkaule“, Stollenlänge etwa 20 Meter. Nach der Überlieferung soll der Stollen jedoch bis zum Dorf Ödinghausen führen. Heute ist der Eingang mit einem Gitter verschlossen.
- Aussichtsturm „Auf dem Lindchen“ in Nümbrecht (341 m über NN, 154 Stufen, 34 m hoch).[16] Nach umfangreicher Sanierung des Holzturms bietet die Aussichtsplattform seit dem Frühjahr 2016 wieder einen guten Ausblick bis zum Rhein (Siebengebirge) und bis zum Rothaargebirge.

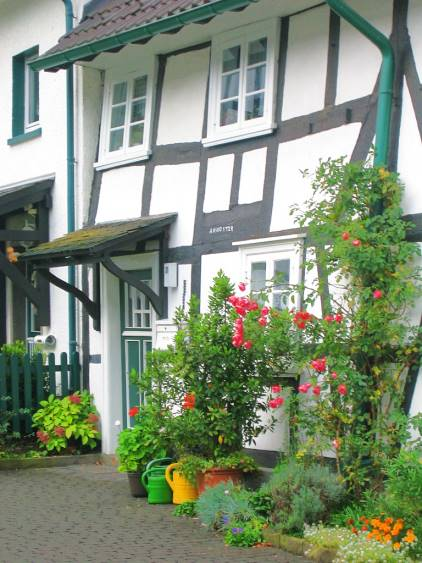
Fachwerkhaus in Bruch
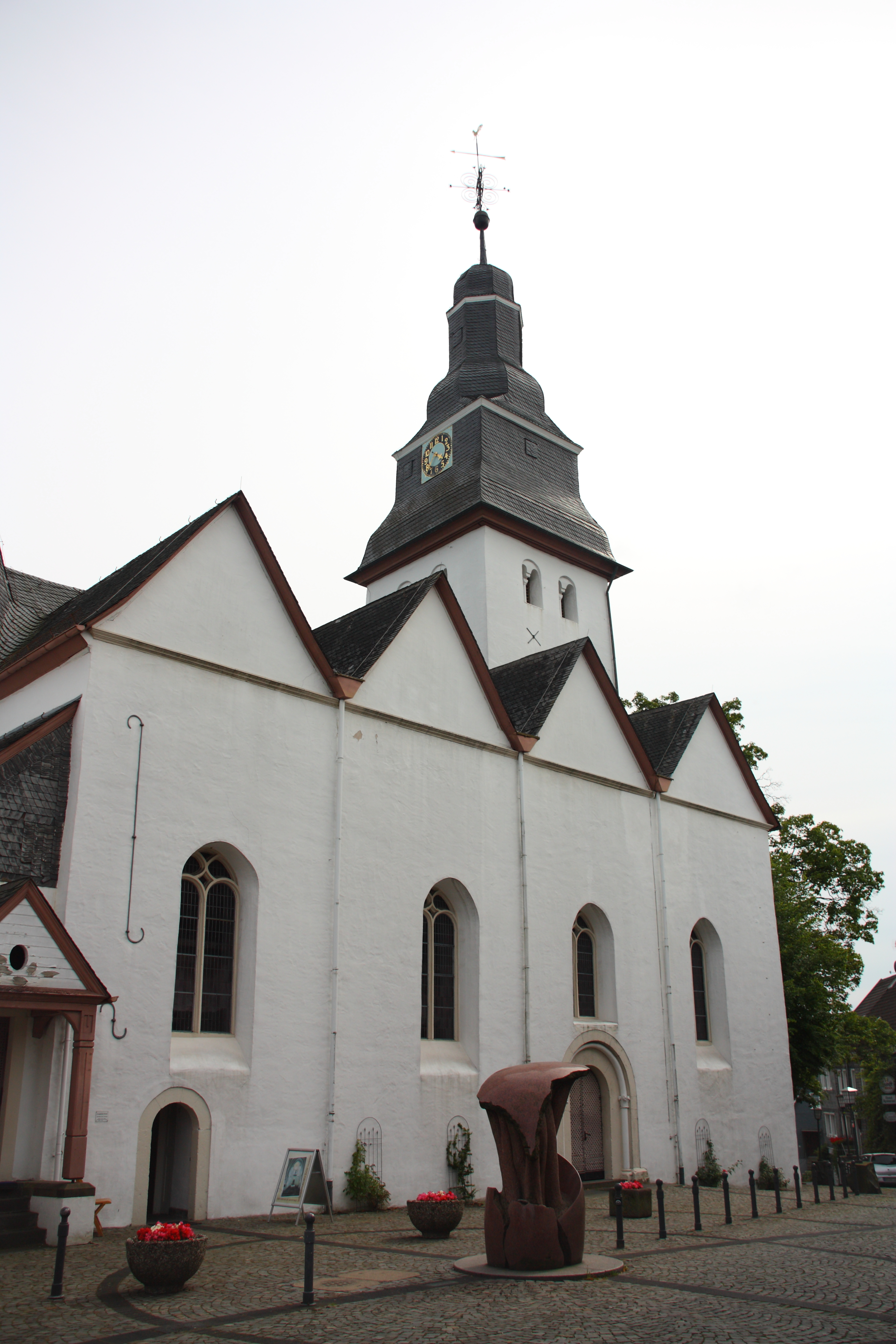
Evangelische Kirche
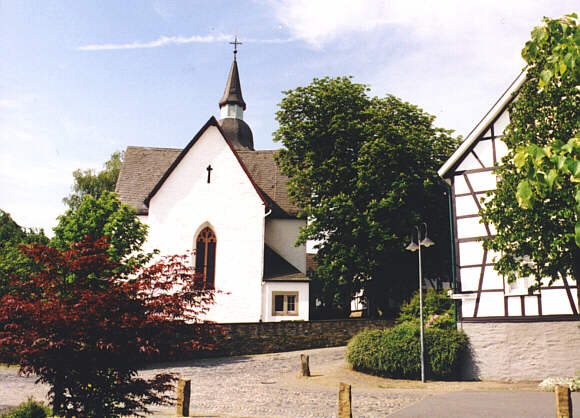
Evangelische Kirche in Marienberghausen
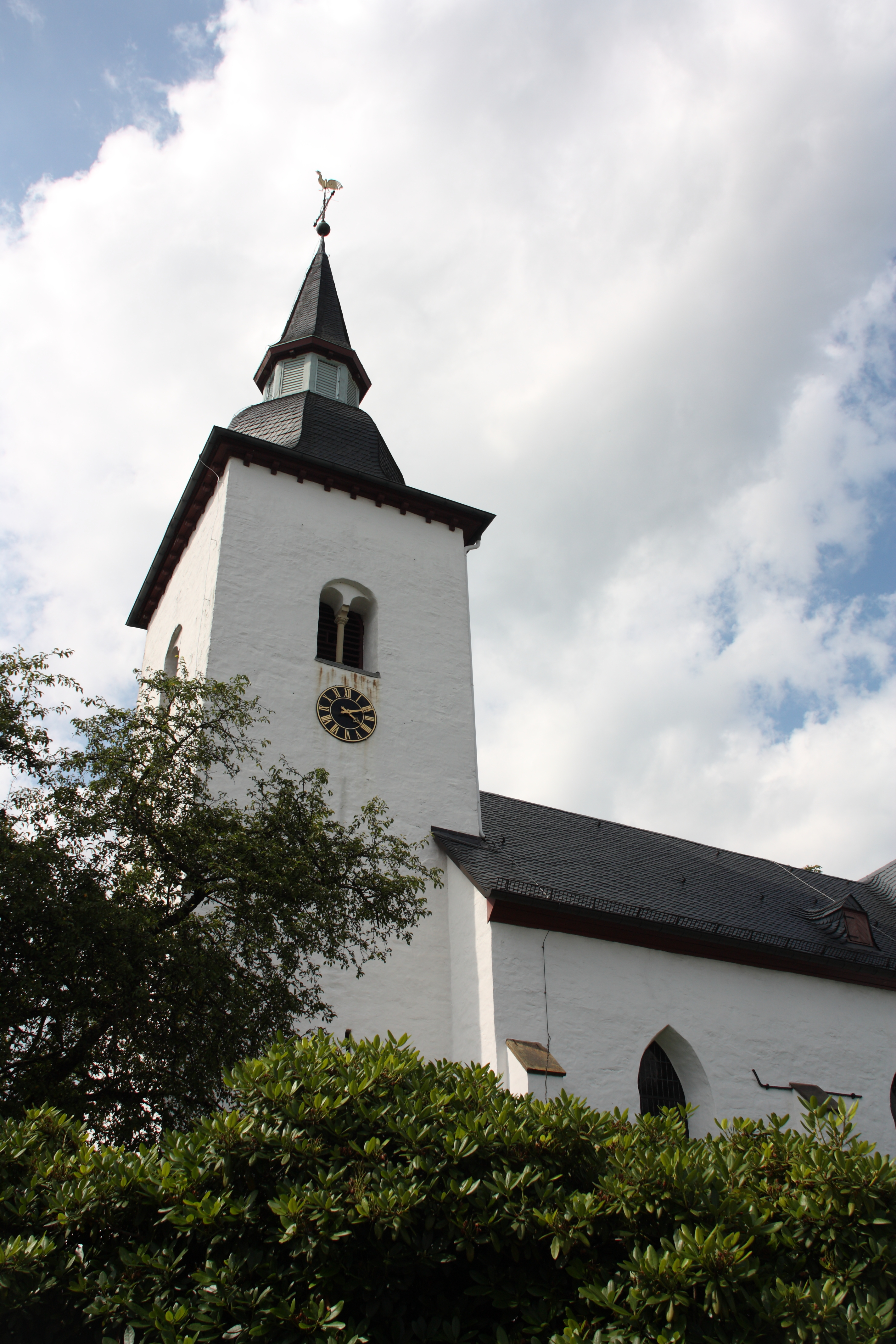
Ev. Kirche in Marienberghausen
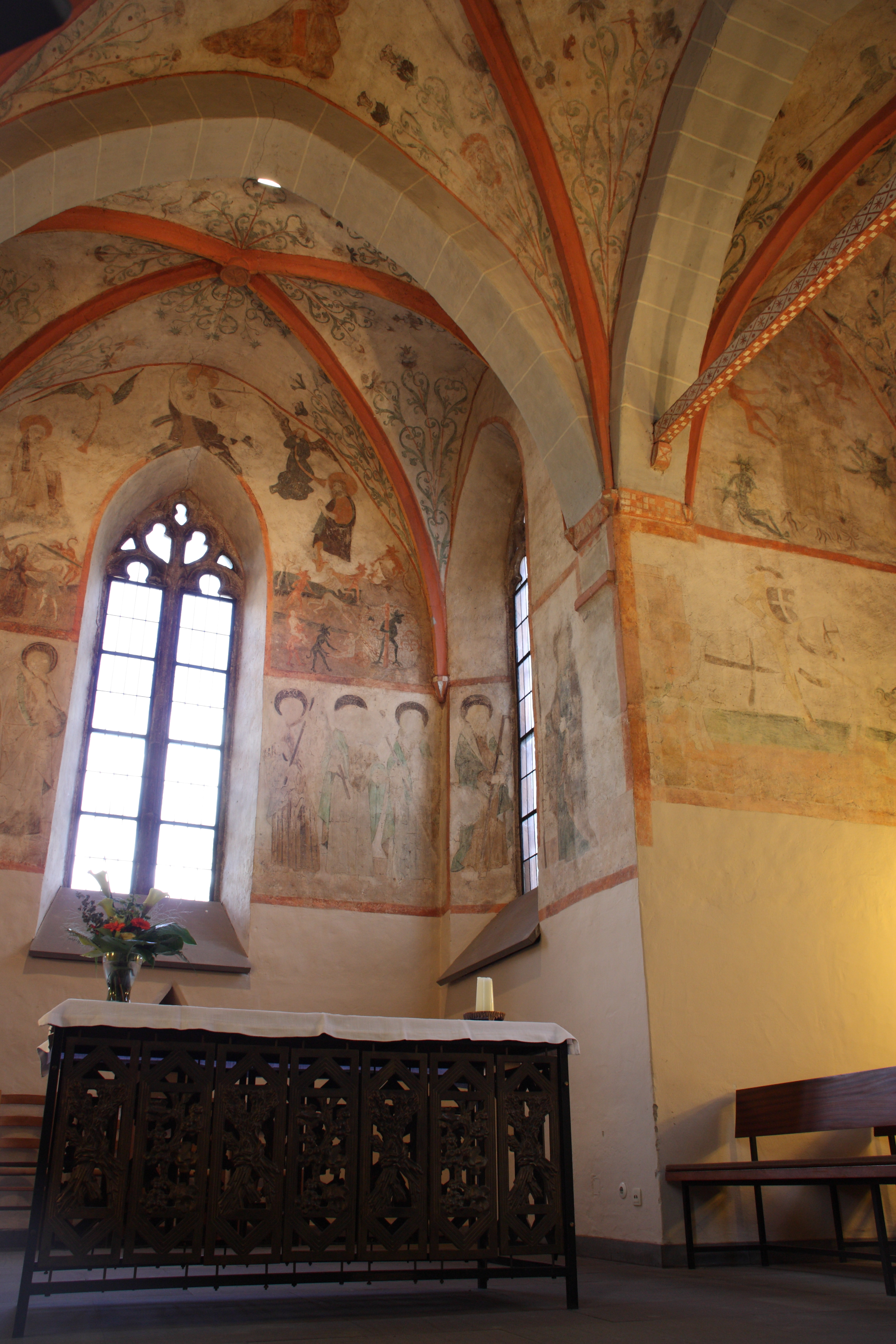
Malereien der Kirche in Marienberghausen
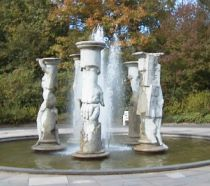
Brunnen im Kurpark von Nümbrecht
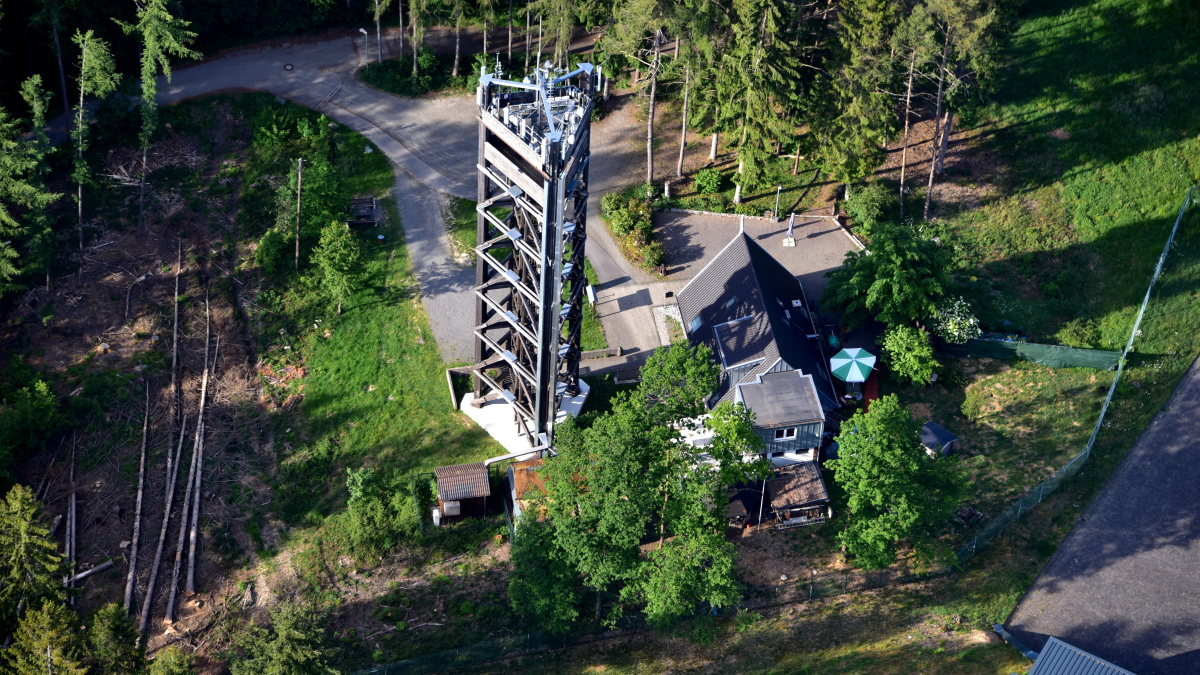
Aussichtsturm Auf dem Lindchen

### Gedenkstätten
- Kriegerdenkmal für die Toten des Ersten und Zweiten Weltkrieges.
- Gedenkstätte für die gefallenen Soldaten des Ersten Weltkriegs in der Evangelischen Kirche im sogenannten „Herrenkeller“.
- Die Gedenkstätte am jüdischen Friedhof wurde am 28. Mai 1995 eingeweiht. Sie entstand mit Hilfe eines Arbeitskreises in der Gemeinde unter Mitwirkung der Bildhauerin Marianne Roetzel aus Harscheid. Auf alten Pflastersteinen liegt ein Gedenkstein, dieser wird durch sieben Säulen ergänzt. Sie symbolisieren die Menora, den siebenarmigen Leuchter.
- Gedenkstein als Erinnerung an die ehemalige Synagoge auf dem heutigen Dorfplatz.

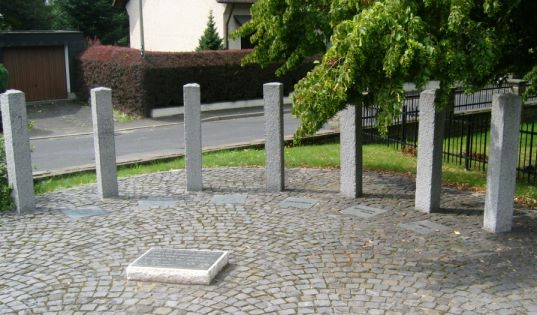
Gedenkstätte am Jüdischen Friedhof
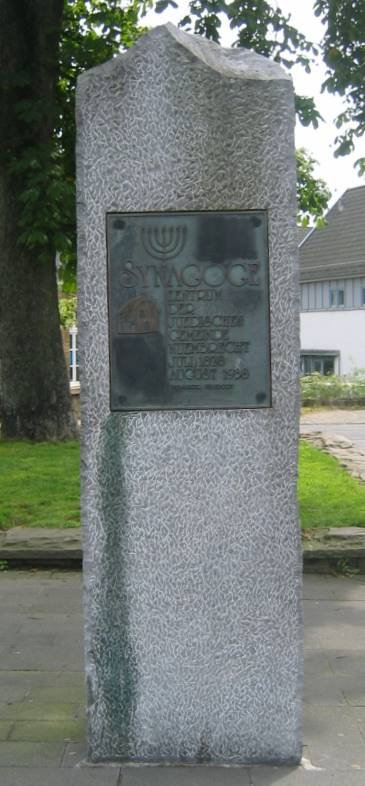
Gedenkstein am Dorfplatz
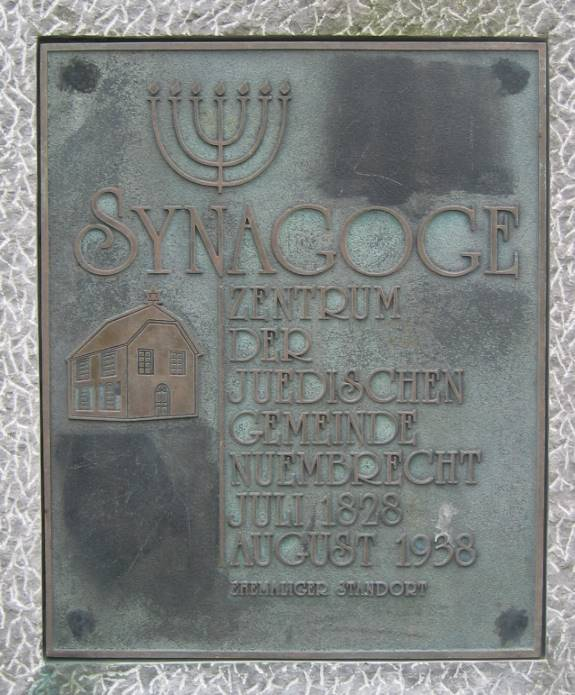
Gedenktafel Synagoge

- Grabstätte des bedeutenden Erweckungspredigers und Seelsorgers Pastor Jakob Gerhard Engels (1826–1897) an der Nordseite des Nümbrechter Friedhofs.
- Gedenkplatte für den Nachfolger von Engels und langjährigen Nümbrechter Pastor Johannes Conrad (1871–1957), auf dem Grab von Jakob Gerhard Engels.
- Gedenkstein für Johannes Bonekämper (1796–1857), den „Bahnbrecher des Evangeliums“ unter deutschen Auswanderern in Südrussland und Inspirator des russischen Stundismus[17], im Westen des Nümbrechter Friedhofs.

### Naturdenkmäler

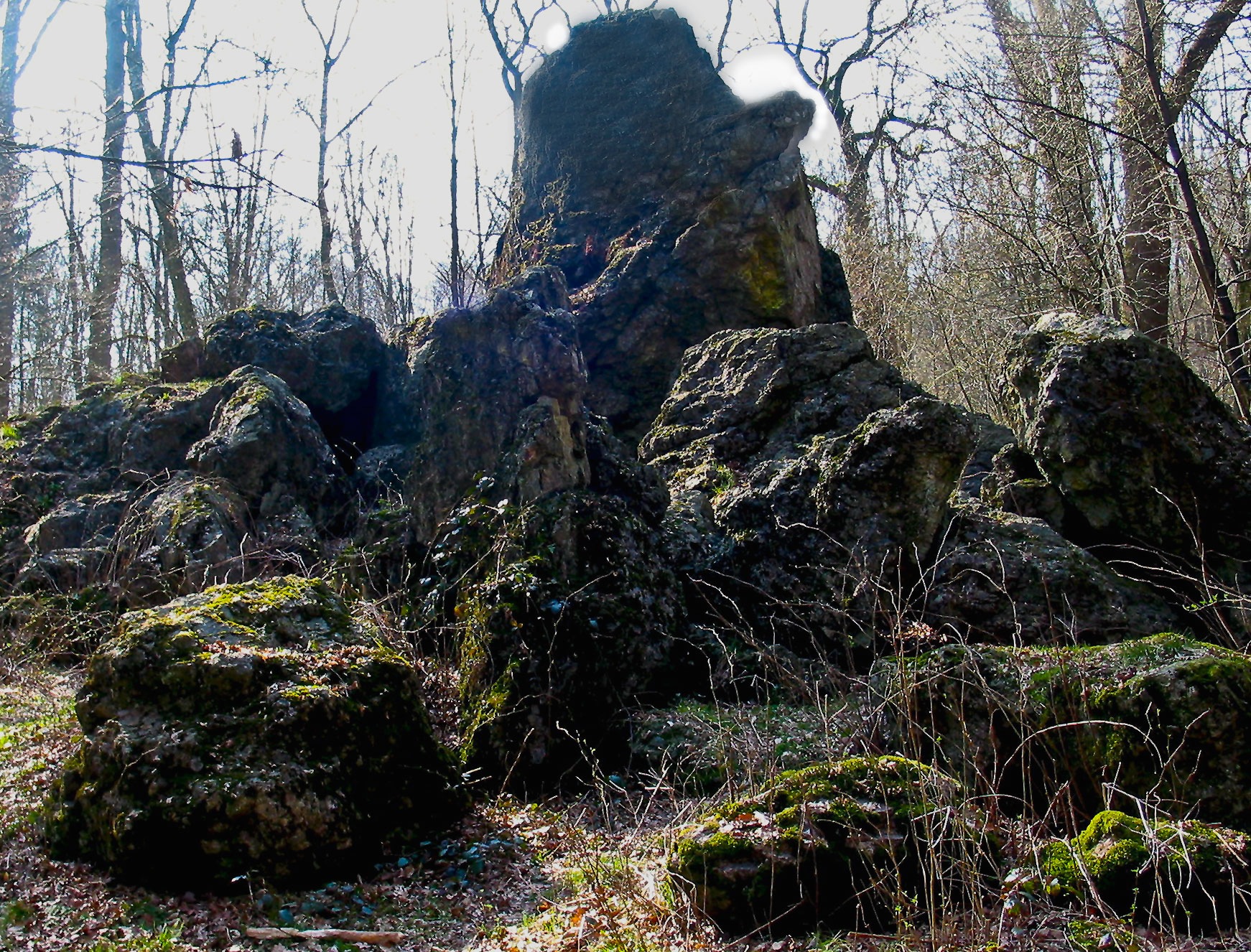
Dicke Steine

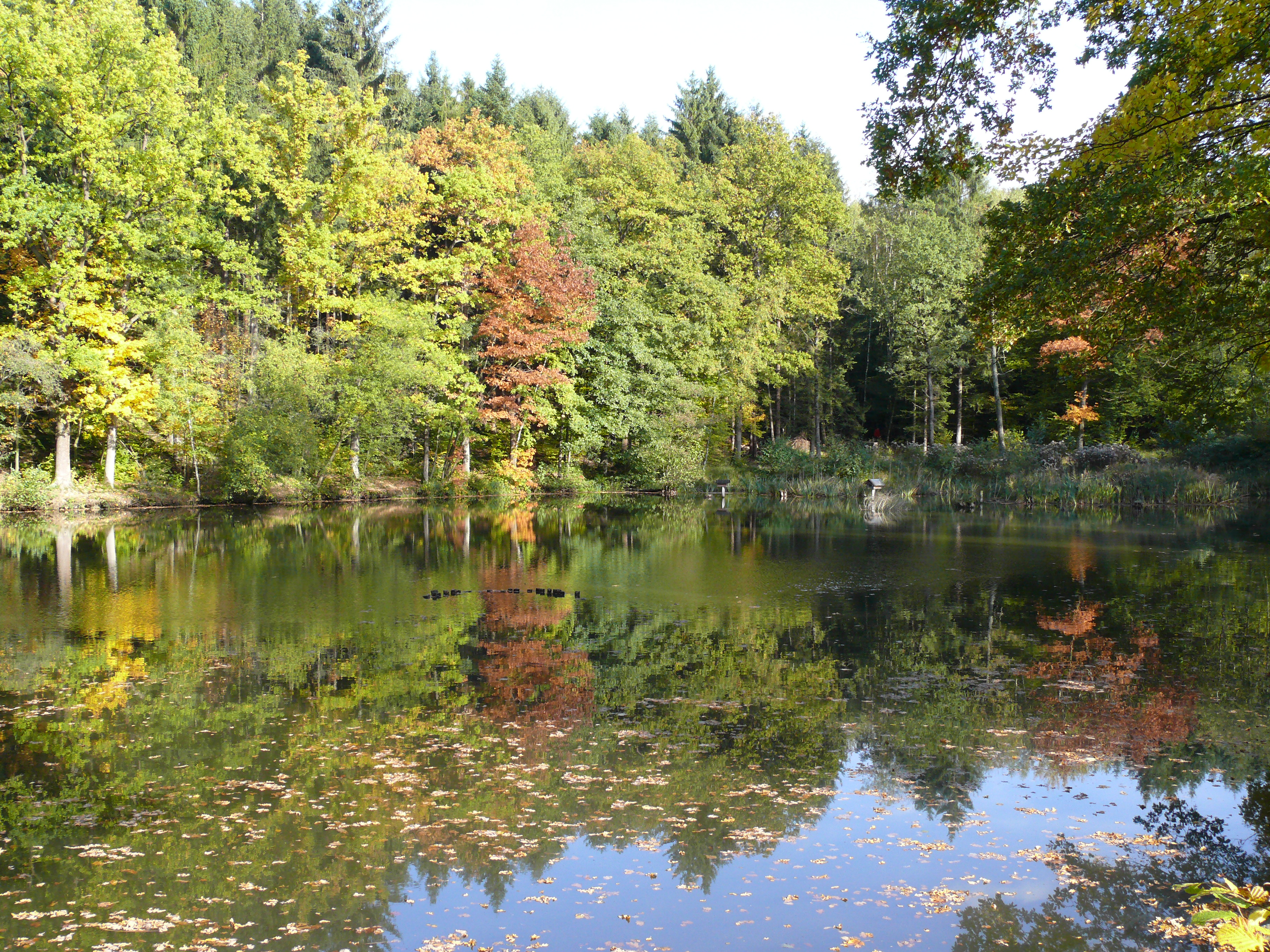
Hexenweiher im Herbst 2008

- Unterhalb des Schlosses Homburg stehen in einem Buchenwald an einem flachgeneigten Hang zwei Gruppen etwa 5 m hoher Klippen an, die von der Bevölkerung als „Dicke Steine“ bezeichnet werden. Das Gestein der Klippen ist ein dichter, zäher, rötlichgrauer Quarzfels mit zahlreichen Einschlüssen des umgebenden Sandsteins. Die dicken Steine sind in unterschiedlicher Weise gedeutet worden.[18] Sie wurden früher als „Erratische Blöcke“ bezeichnet, Brinkmann & Müller-Miny (1965) sahen in ihnen devonische Quarzite und Strässer (1967) deutete sie als verkieselten (Quarz-)Keratophyr  (= vulkanisches Ganggestein aus Feldspäten und Chloriten mit ggf. erhöhtem Quarzgehalt (Quarzkeratophyr)), der infolge seiner größeren Widerstandsfähigkeit gegenüber der Verwitterung als Härtling herausgewittert sei.[18] Eine eingehende mineralogische Untersuchung im geologischen Landesamt in Krefeld (1970) hat aber ergeben, dass es sich um Quarzgänge hydrothermaler Entstehung handelt.[19] Relikte eines Eruptivgesteins konnten in keinem der Vorkommen festgestellt werden, sodass die Ansicht Strässers (1967) als hinfällig zu betrachten ist; ein Quarzit (Müller-Miny 1965) liegt ebenso wenig vor.[20]
- Hexenweiher, sind zwei Teiche (Weiher) unterhalb des Dorfes Spreitgen. Dass in der frühen Neuzeit, wie angenommen, hier noch so genannte „Hexenproben“ durchgeführt wurden, ist historisch nicht belegt.

### Sport
- Fußball
  - SSV Homburg-Nümbrecht (Landesliga)
  - TuS Homburg Bröltal (Kreisliga A)
  - TuS Elsenroth (Kreisliga A)
- Gymnastik
  - TSV Marienberghausen (Stand 2016)
- Handball
  - SSV Homburg Nümbrecht-Handball (Oberliga Mittelrhein, Stand 2021)
- Tischtennis
  - TSV Marienberghausen (Kreisliga, Stand 2016)
- Wassersport
  - DLRG Nümbrecht
  - Schwimmverein Nümbrecht
- Tennis
  - TUS Elsenroth (Bezirksliga, Stand 2008)
  - TC Blau-Gelb Nümbrecht
- Westernreiten
  - Pferdefreunde Geringhauser Mühle e. V. (Deutsche Meister und Europameister im Westernreiten, 2008)
- Einrad
- Golf auf der 2017 fertiggestellten 9-Loch-Anlage mit DGV-Zulassung
- Minigolf
  - MGC Nümbrecht e. V. (Kreisliga)[21]
- Volleyball
  - SSV Nümbrecht Volleyball e. V.

### Regelmäßige Veranstaltungen

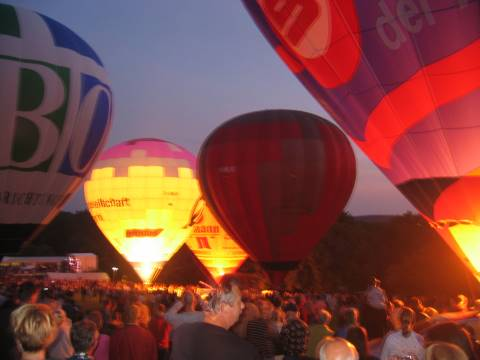
Ballonglühen beim Lichterfest

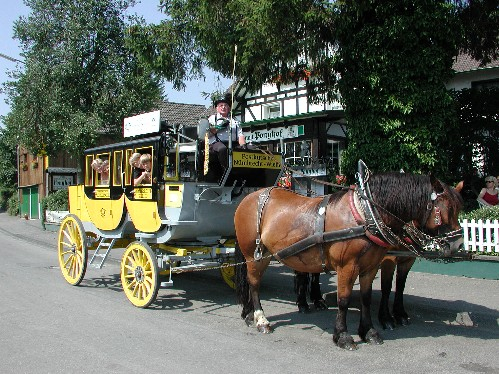
Oberbergische Postkutsche

- Pflanzentauschbörse auf Schloss Homburg
- Autos in das Dorf: Autoschau des Motorsportclub Nümbrecht e. V. im ADAC[22]
- Missionsfest der ev. Kirchengemeinde (jährlich am 1. Mai)
- Traditionelles „Maibaumsetzen“ am Kurhausweiher
- Mittelalterlicher Markt im Kurpark
- Kirchplatz-(Open-Air-)Gottesdienst der ev. Kirchengemeinde in Nümbrecht
- Großes Western Reitturnier in der Geringhauser Mühle
- Lichterfest im Kurpark
- Autofreier Sonntag zwischen Nümbrecht und Waldbröl
- Weiherfest im & am Park-Hotel Nümbrecht
- Klassik Open Air auf Schloss Homburg
- Bunter Umwelttag im Kurpark Nümbrecht
- Bergischer Prüllenmarkt (Trödelmarkt wie zu alten Zeiten, ohne Neuware) auf der gesperrten Hauptstraße und auf dem Marktplatz, jeweils am 3. Oktober, gleichzeitig gesamtdeutsches Fahrzeugtreffen (Trabis und VW Käfer)
- Gedenkfeier zur Reichspogromnacht am jüdischen Friedhof
- Holocaust-Gedenken auf dem Dorfplatz (jährlich am 27. Januar)
- Sankt Martins Umzug
- Weihnachtlicher Werkkunstmarkt
- Kurkonzerte
- Regelmäßige Führungen durch den Schlosswald und das ökologische Nümbrecht, Veranstalter: „Biologische Station Oberberg“
- Führungen durch den Ortskern von Nümbrecht, Veranstalter: „Heimatverein Nümbrecht e. V.“
- Die Oberbergische Postkutsche, ein Nachbau einer Postkutsche der kaiserlichen Post um 1871, verkehrt regelmäßig im Sommer zwischen Nümbrecht und Wiehl.

## Wirtschaft und Infrastruktur
In der Gemeinde befinden sich drei Industriegebiete, und zwar in Elsenroth, Gaderoth und Breunfeld. 
Der größte Arbeitgeber in der Gemeinde ist die Sarstedt AG & Co. KG mit ihren Werken in Rommelsdorf und Winterborn. Die Firma entwickelt, produziert und vertreibt Geräte und Verbrauchsmaterial für Medizin und Wissenschaft,  wurde 1961 gegründet und beschäftigt ca. 2800 Mitarbeiter weltweit.
Ebenso ist die 1977 gegründete KABE LABORTECHNIK GmbH in Elsenroth eine größere Medizintechnikfirma. Sie entwickelt, produziert und vertreibt Geräte und Verbrauchsmaterial für Medizin.
Die Gemeinde Nümbrecht ist zusammen mit der Stadt Wiehl Zweckverbandsträger der Sparkasse der Homburgischen Gemeinden.
Zudem befindet sich hier die Dr.-Becker-Rhein-Sieg-Klinik, eine Klinik für orthopädische, osteologische und neurologische Rehabilitation.
Die Gemeinde hat sich durch den Rückkauf des Stromnetzes 1998 in der Stromverteilung selbstständig gemacht.

### Verkehr
Nümbrecht ist Teil des Verkehrsverbundes Rhein-Sieg. Der Busverkehr wird durch die OVAG bedient. Neben der OVAG bietet auch der Verein „Bürgerbus Nümbrecht e. V.“ einen privat organisierten Nahverkehr an. Mit derzeit fünf Linien fährt er mehrfach in der Woche zwischen dem zentralen Omnibusbahnhof in Nümbrecht und Haltestellen in den kleineren Ortschaften der Umgebung.
Linien:
- 302 Gummersbach – GM-Dieringhausen – Bomig – Wiehl – Nümbrecht – Waldbröl
- 311 Nümbrecht – Oberbreidenbach – Diezenkausen – Waldbröl
- 312 Waldbröl – Nümbrecht – Homburg-Bröl – Bielstein – Ründeroth Bf
- 323 Drabenderhöhe – Marienberghausen – Nümbrecht
- 324 Wiehl – Marienberghausen – Nümbrecht
- 346 Nümbrecht – Harscheid/Berkenroth – Oberelben/Niederbreidenbach – Nümbrecht

Nümbrecht besitzt keine direkte Anbindung an das deutsche Autobahn- oder Schienennetz.
Der Bahnhof Nümbrecht/Homburg (Bröl) lag an der Kleinbahn Bielstein–Waldbröl.
Die nächsten Bahnhöfe von Nümbrecht aus sind Gummersbach-Dieringhausen (zu erreichen mit Buslinie 302) und Ründeroth (zu erreichen mit der Buslinie 312). Die Bahnhöfe liegen an der Aggertalbahn bzw. der Bahnstrecke Hagen–Dieringhausen. Dort besteht Anschluss an die Linie RB 25 (Oberbergische Bahn) über Overath und Köln Hbf nach Köln Hansaring sowie in der anderen Richtung nach Lüdenscheid über Gummersbach und Lüdenscheid-Brügge. In Lüdenscheid-Brügge besteht direkter Anschluss an die Linie RB 52 nach Dortmund über Hagen Hauptbahnhof.
Durch die Lage im Oberbergischen Land besitzt Nümbrecht ein gut ausgebautes Netz von Wander- und Radwegen.

### Bildung
- Gemeinschaftsgrundschule

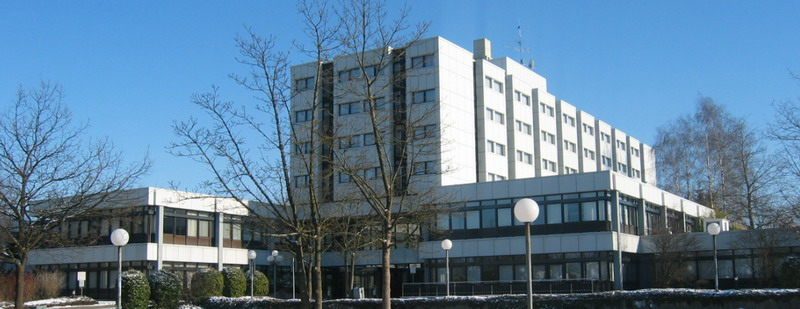
Haus Nümbrecht

- Sekundarschule Nümbrecht Ruppichteroth
- Homburgisches Gymnasium Nümbrecht
- Bildungsstätte der Berufsgenossenschaft Haus Nümbrecht
- Musikschule Nümbrechter Musikfabrik[24]

## Persönlichkeiten

### Söhne und Töchter der Gemeinde
- Johann Heinrich Blasius (1809–1870), Naturwissenschaftler
- Luise Böllhoff-Scheffels (1907–2007), Heimatdichterin
- Johannes Bonekämper (1796–1857), Pastor in Südrussland, „Vater der Stundisten“
- Hermann Conrad (1889–1959), Gründer des Museums auf Schloss Homburg
- Wilhelm Drinhausen (1821–1875), Stilllebenmaler
- Karl Heckmann (1866–1943), Heimatforscher
- Gustav Horn (* 1954), Wirtschaftswissenschaftler
- Otto Kaufmann (1900–1985), Heimatforscher
- Paul Kaufmann (1896–1974), Maler und Werbegrafiker
- Carl Koch (1892–1963), Filmregisseur
- August Lang (1867–1945), im Ortsteil Huppichteroth geborener reformierter Theologe
- Thomas Lang (* 1967), Schriftsteller
- Robert Ley (1890–1945), Chemiker und Leiter der nationalsozialistischen Organisation Deutsche Arbeitsfront
- Gisela Marx (* 1942), Journalistin und Filmproduzentin
- Gustav Milchsack (1850–1919), Germanist, Direktor der Herzog August Bibliothek in Wolfenbüttel
- Heinz-Otto Peitgen (* 1945), Mathematiker
- Peter Rübsam (* 1941), Bildhauer
- Otto Schmidt (1866–1945), im Ortsteil Drinsahl geborener Verleger
- Rainer Schmidt (* 1965), Paralympics-Tischtennisspieler, evangelischer Theologe
- Rolf Steinhausen (* 1943), Motorradrennfahrer und zweimaliger Weltmeister in der Gespannrennklasse

### Persönlichkeiten, die vor Ort gewirkt oder gelebt haben
- Lotte Adolphs (1915–1995), Pädagogin und Soziologin, unter anderem ordentliche Professorin für Allgemeine Pädagogik an der Gesamthochschule Duisburg, wohnhaft in Nümbrecht
- Christian Bollmann, (* 1949), Obertonsänger, Trompeter und Chorleiter, betreibt in Nümbrecht das Label Lichthaus Musik.
- Helmut Brocke, (* 1948), Gemeindedirektor
- Hermann Conrad (1889–1959), Gründer des Museums auf Schloss Homburg
- Jakob Gerhard Engels (1826–1897), ev. Pfarrer von Nümbrecht (1852–1897) und Erweckungsprediger, bedeutender Seelsorger für das Oberbergische Land
- Rosa Gilissen-Vanmarcke (* 1944), Bildhauerin wohnhaft in Breunfeld von 1976 bis 2009
- Almut Irmscher (* 1959), Autorin
- Wilhelm Nölling (1933–2019), Ökonom und Politiker
- Jürgen Partenheimer (* 1947), Künstler und Bildhauer, wohnhaft in Nümbrecht
- Walter Peitgen (1915–1990), Alt-Bürgermeister
- Julia Prejmerean-Aston (* 1952), Malerin (wohnhaft in Winterborn)
- Chris Roberts (1944–2017), Schlagersänger und Schauspieler, zuletzt wohnhaft in Nümbrecht
- Michael Schwarze (* 1939), Bildhauer von 1969 bis 1989 in Hömel (Nümbrecht)
- Thorsten Wingenfelder (* 1966), Musiker (Fury in the Slaughterhouse, Wingenfelder) und Fotograf, wohnhaft in Nümbrecht